# جوزف گالووی
جوزف گالووی (Joseph Galloway) (زادهٔ ۱۷۳۱- درگذشتهٔ ۲۹ اوت ۱۸۰۳)،‏ وکیل آمریکایی و یک چهره سیاسی برجسته در رویدادهای دقیقاً قبل از تأسیس ایالات متحده در اواخر دهه ۱۷۰۰ بود. او به عنوان یکی از مخالفان سرسخت استقلال، به یکی از برجسته‌ترین خائنان، به آرمان آمریکا در اوایل جنگ انقلابی تبدیل شد.
گالووی، پسر یک زمین‌دار ثروتمند بود که در طی تحصیلات حقوقی خود در اواخر دهه ۱۷۴۰، تبدیل به دوست صمیمی بنجامین فرانکلین شد. ارتباط او با فرانکلین و رابطه پدر همسرش با خانواده پن، او را به نمایش سیاسی که بعدها در مستعمرات آمریکا آشکار می‌شد، کشاند. گالووی در ۱۷۵۶ زمانی که فقط ۲۵ سال داشت، به عضویت مجلس استانی پنسیلوانیا انتخاب شد. او به مدت ۱۸ سال که ۸ سال از آن را به عنوان سخنران بود، خدمت کرد.
در سال ۱۷۷۴، گالووی هیئت پنسیلوانیا را در اولین کنگره قاره‌ای در فیلادلفیا رهبری کرد، جاییکه به عنوان محافظه‌کار، طرحی را برای ایجاد اتحاد، میان مستعمرات و بریتانیای کبیر پیشنهاد داد. پس از اینکه کنگره نتوانست طرح اتحادی او را تصویب کند، او انجمن قاره‌ای را امضا کرد، توافقنامه‌ای که سرزمین‌های استعماری را در تحریم کالاهای بریتانیایی متحد می‌کرد. گالووی با نارضایتی از جهت‌گیری‌های رادیکال، مجلس را ترک کرد و از انتخاب شدن برای دومین کنگره قاره‌ای در مه ۱۷۷۵ خودداری کرد. او به پادشاه وفادار ماند و با تصویب اعلامیه استقلال در سال بعد، مخالفت کرد.
سه ماه پس از امضای اعلامیه استقلال، گالووی به نیویورک فرار کرد تا به ارتش بریتانیا بپیوندد. او به عنوان مشاور ارشد ژنرال، ویلیام هاو، فرمانده کل نیروهای بریتانیا، اطلاعات مهمی را ارائه کرد و در طراحی حملات، به نیروهای ارتش قاره‌ای، کمک کرد و خودش نیز بیش از ۸۰ جاسوس را استخدام کرد. با تصرف فیلادلفیا در سپتامبر ۱۷۷۷، ژنرال هاو، گالووی را به سرپرستی پلیس و بندر منصوب کرد.
وقتی در ژوئن ۱۷۷۸، بریتانیایی‌ها فیلادلفیا را ترک کردند، گالووی به انگلستان فرار کرد و به‌صورت غیابی توسط مجلس پنسیلوانیا به خیانت بزرگ محکوم شد که در نتیجه، املاکش مصادره شد. در پایان جنگ، گالووی رهبری گروه وفاداران در تبعید، گروهی شامل ۸۰ هزار تا ۱۰۰ هزار استعمارگر آواره را بر عهده گرفت. او هرگز به قارهٔ آمریکا بازنگشت و دیگر همسرش را که به امید بازپس‌گیری اموالش، ترک کرده بود، ندید.

## اوایل زندگی
گالووی در نزدیک وست ریور، شهرستان آن آراندل، مریلند، به عنوان پسر یک زمیندار در سرزمین‌های استعماری، به‌دنیا آمد. او به همراه پدرش در ۱۷۴۰ به پنسیلوانیا نقل مکان و در آنجا تحصیلات لیبرال را دریافت کرد. وی در یک زمان، به همراه ویلیام فرانکلین، پسر بنجامین فرانکلین حقوق خواند و بعدها به یکی از یاران وفادار او تبدیل شد، سپس برای وکالت پذیرفته شد و در فیلادلفیا شروع به وکالت کرد.
گالووی در ۱۸ اکتبر ۱۷۵۳ با گریس گرودون ازدواج کرد. پدرش، لورنس گرودون، از خانواده گالووی هم ثروتمندتر بود و در زندگی سیاسی‌اجتماعی فیلادلفیا جایگاه خوبی داشت. گالووی و همسرش هر دو دارای شخصیتی قوی بودند که در نتیجه، اتحاد آن‌ها یک اتحاد ناخوشایند محسوب می‌شد.

## حرفه سیاسی
گالووی از ۱۷۵۶ تا ۱۷۷۴ عضو مجلس استان پنسیلوانیا بود و از ۱۷۶۶ تا ۱۷۷۴ به عنوان سخنران، خدمت کرد. او از اعضای برجستهٔ جناحی بود که مخالف مستعمره انحصاری بودن پنسیلوانیا، برای خانواده پن بودند. وی خواستار تبدیل آن به مستعمره تاج و تخت پادشاهی بود. او یک ملی‌گرای بریتانیایی‌آمریکایی بود و معتقد بود که اغلب آمریکایی‌ها فقط اگر به آن‌ها یک دولت قانونی و مؤثر داده شود که وفاداری آن‌ها را برانگیزاند، ترجیح می‌دهند به تاج و تخت وفادار بمانند.
گالووی در ۱۷۷۴ عضو کنگره قاره‌ای بود، جاییکه او طرح مصالحه برای اتحاد با بریتانیای کبیر را پیشنهاد داد؛ که مستعمرات، پارلمان خود را که تابع تاج و تخت باشد، داشته باشند. کنگره قاره‌ای آن را با یک رأی رد کرد. او در حالی که با استقلال سیزده سرزمین استعماری مخالف بود، اما انجمن قاره‌ای را امضاء کرد و به پادشاه وفادار ماند. او ساکن فیلادلفیا و از دستیاران بنجامین فرانکلین بود که با او در مورد مسائل استقلال آمریکا مکاتبه می‌کرد. در ۱۷۶۸، او برای عضویت در انجمن فلسفه آمریکا که توسط فرانکلین تأسیس شده بود، انتخاب شد و از ۱۷۶۹ تا ۱۷۷۶ به عنوان نایب‌رئیس این سازمان، خدمت نمود.
گالووی بر اصلاحات اداره امپراتوری تأکید داشت و از قوانین تجارت، قانون تمبر ۱۷۶۵ و قوانین تاونشند مصوب ۱۷۶۷ انتقاد کرد، او یک طرح مصالحه‌آمیز برای پایان دادن به اختلافات میان بریتانیا و سرزمین‌های استعماری داشت. او معتقد بود که بریتانیایی‌ها حق دارند از سرزمین‌های استعماری مالیات بگیرند، بر آن‌ها حکومت کنند، صلح را حفظ کنند و به مستعمرات کمک کنند تا بقا داشته باشند و شکوفا شوند. کنگره به حذف طرح گالووی از مجله خود رأی داد، بنابراین خود او آن را در ۱۷۷۵ منتشر کرد و کنگره را به دلیل نادیده گرفتن تحلیل او از اختیارات پارلمان و حقوق استعماری، سرزنش کرد. او یک قانون اساسی مکتوب و قوه مقننه مشترک برای کل امپراتوری بریتانیا، پیشنهاد کرد.

## جنگ استقلال آمریکا
در سال ۱۷۷۵، مجلس، اصرار گالووی مبنی بر رها نمودن مبارزه خود برای استقلال از بریتانیا را رد کرد، بنابراین گالووی مجلس و کنگره را ترک کرد. در زمستان ۱۷۷۷، او به ژنرال ویلیام هاو بریتانیایی پیوست و در عملیات فیلادلفیا همراه او بود. در زمان اشغال فیلادلفیا توسط بریتانیا، وی به عنوان سرپرست پلیس منصوب شد و ریاست دولت مدنی را بر عهده گرفت. او به خوبی، وفاداران تاج و تخت را در فیلادلفیا سازماندهی کرد، اما ارتش بریتانیا در ۱۷۷۸ پس از ورود فرانسه به جنگ، از شهر بیرون رانده شدند. ارتش بریتانیا به نیویورک عقب‌نشینی کرد و گالووی نیز آن‌ها را همراهی کرد.

## تبعید در بریتانیا
در ۱۷۷۸، او به همراه دخترش به بریتانیا فرار کرد و هیچوقت به ایالات متحده برنگشت و به رئیس اصلی وفاداران آمریکایی به تاج و تخت در لندن، تبدیل شد. مجمع عمومی پنسیلوانیا او را به خیانت بزرگ محکوم کرد و دارایی‌هایش را که شامل ترووس مانور که اکنون به عنوان عمارت گرودون شناخته می‌شود و بسیاری از زمین‌هایی که اکنون عمارت بنسالم، پنسیلوانیا است، مصادره کرد. در ۱۷۷۹، او به عنوان شاهد دولت در یک پژوهش پارلمانی در مورد رفتار لرد هاو و ژنرال هاو در طول اردوکشی به فیلادلفیا که به شدت از آن انتقاد می‌کرد، ظاهر شد. زمانی که گالووی همراه انگلیسی‌ها از فیلادلفیا گریخت، همسرش، گریس با امید حفظ حقوق مالکیتشان، در شهر ماند. آن‌ها انتظار داشتند که او بتواند به دختر و شوهرش ملحق شود اما پس از آن، چارلز ویلسون پیل او را بیرون کرد.
گالووی در متقاعد کردن بریتانیایی‌ها تأثیرگذار بود که می‌توان از یک منبع عظیم حمایت وفاداران به تاج و تحت توسط رهبری سلطه‌جو، بهره برد و به این ترتیب تهاجم بریتانیا به جنوب را راه‌اندازی کرد. پس از جنگ، سال‌های باقی‌مانده خود را به مطالعات مذهبی و نوشتن گذراند. او در ۲۹ اوت ۱۸۰۳ در واتفورد، هرتفوردشایر درگذشت. همسرش در ۶ فوریه ۱۷۸۲ فوت کرده بود.

## ارجاعات
1. ↑  "Galloway, Joseph 1731–1803". house.gov. U.S. House of Representatives. Retrieved February 8, 2022.
2. ↑  Werther, Richard J. (February 21, 2018). "Patriots Turned Loyalist - The Experiences of Joseph Galloway and Isaac Low". allthingsliberty.com. Journal of the American Revolution. Retrieved February 8, 2022.
3. ↑  Stewart, Graham (January 19, 2021). "Joseph Galloway – The Forgotten Founding Father". engelsbergideas.com. Engelsberg Ideas. Retrieved February 8, 2022.
4. ↑  Werther, Richard J. (May 16, 2019). "Reconciliation Between the Colonies and Great Britain - A Close Call". allthingsliberty.com. Journal of the American Revolution. Retrieved February 8, 2022.
5. ↑  Coleman, John M. (1963). "Joseph Galloway and the British Occupation of Philadelphia". Pennsylvania History: A Journal of Mid-Atlantic Studies. 30 (3): 272–300. Retrieved February 8, 2022.
6. ↑  "Biographical Directory of the United States Congress". Retrieved 20 September 2021.
7. ↑  "Franklin-Galloway Papers". Archived from the original on August 20, 2010. Retrieved October 22, 2010.
8. ↑  Bell.
9. ↑  "Joseph Galloway (1731–1803), Pennsylvania Loyalist". Retrieved 20 September 2021.
10. ↑  Ferling
11. ↑  Syrett pp. 97–99
12. ↑  Kerber, p. 75
13. ↑  Baxter, Beverly (1978). "Grace Growden Galloway: Survival of a Loyalist, 1778-79". Frontiers: A Journal of Women Studies. University of Nebraska Press. 3 (1): 62–67. Retrieved February 8, 2022.